# Racing Club de Lens 1976-1977
Questa voce raccoglie le informazioni riguardanti il Racing Club de Lens nelle competizioni ufficiali della stagione 1976-1977.

## Maglie e sponsor
Lo sponsor tecnico per la stagione 1976-1977 è Adidas, mentre lo sponsor ufficiale è Europe 1.
| Manica sinistra · Manica sinistra · Maglietta · Maglietta · Manica destra · Manica destra · Pantaloncini · Pantaloncini · Calzettoni · Calzettoni |

## Rosa
| N. |                       | Ruolo | Calciatore             |
| -- | --------------------- | ----- | ---------------------- |
|    | Francia (bandiera)    | P     | Dominique Leclercq     |
|    | Francia (bandiera)    | P     | Jean-Pierre Tempet     |
|    | Francia (bandiera)    | D     | Hervé Flak             |
|    | Francia (bandiera)    | D     | Gilles Gallou          |
|    | Francia (bandiera)    | D     | Alain Hopquin          |
|    | Francia (bandiera)    | D     | Éric Lhote             |
|    | Uruguay (bandiera)    | D     | Juan Mujica            |
|    | Francia (bandiera)    | D     | Alexandre Stassievitch |
|    | Francia (bandiera)    | C     | Farès Bousdira         |
|    | Francia (bandiera)    | C     | Jean-Marie Elie        |
|    | Jugoslavia (bandiera) | C     | Slobodan Janković      |

| N. |                    | Ruolo | Calciatore        |
| -- | ------------------ | ----- | ----------------- |
|    | Francia (bandiera) | C     | Richard Krawczyk  |
|    | Francia (bandiera) | C     | Daniel Leclercq   |
|    | Francia (bandiera) | C     | Philippe Lefebvre |
|    | Francia (bandiera) | C     | Robert Llorens    |
|    | Francia (bandiera) | C     | Robert Sab        |
|    | Francia (bandiera) | C     | Romain Argyroudis |
|    | Francia (bandiera) | A     | Yannick Bourloton |
|    | Francia (bandiera) | A     | Pascal Françoise  |
|    | Francia (bandiera) | A     | Alfred Kaiser     |
|    | Francia (bandiera) | A     | Bruno Locatelli   |
|    | Polonia (bandiera) | A     | Joachim Marx      |

## Statistiche

### Andamento in campionato
| Giornata  | 1  | 2 | 3  | 4 | 5 | 6 | 7 | 8 | 9 | 10 | 11 | 12 | 13 | 14 | 15 | 16 | 17 | 18 | 19 | 20 | 21 | 22 | 23 | 24 | 25 | 26 | 27 | 28 | 29 | 30 | 31 | 32 | 33 | 34 | 35 | 36 | 37 | 38 |
| --------- | -- | - | -- | - | - | - | - | - | - | -- | -- | -- | -- | -- | -- | -- | -- | -- | -- | -- | -- | -- | -- | -- | -- | -- | -- | -- | -- | -- | -- | -- | -- | -- | -- | -- | -- | -- |
| Luogo     | T  | C | T  | C | T | C | T | C | T | C  | T  | C  | T  | T  | C  | T  | C  | T  | C  | T  | C  | T  | C  | T  | C  | T  | C  | T  | C  | T  | C  | C  | T  | C  | T  | C  | T  | C  |
| Risultato | N  | V | P  | V | N | V | V | N | P | N  | P  | N  | N  | V  | V  | P  | N  | V  | V  | P  | V  | V  | V  | V  | V  | P  | V  | P  | N  | P  | N  | V  | V  | N  | N  | V  | V  | V  |
| Posizione | 10 | 6 | 10 | 7 | 7 | 5 | 5 | 3 | 4 | 4  | 6  | 6  | 6  | 5  | 4  | 6  | 6  | 5  | 5  | 5  | 4  | 4  | 4  | 4  | 3  | 4  | 3  | 3  | 3  | 5  | 5  | 4  | 3  | 3  | 3  | 3  | 3  | 2  |

Fonte:  France » Ligue 1 1976/1977 » Schedule, su worldfootball.net.
Legenda:

Luogo: C = Casa; T = Trasferta. Risultato: V = Vittoria; N = Pareggio; P = Sconfitta.